# Censorinus (usurpateur)
Pour les articles homonymes, voir Censorinus.
Appius Claudius Censorinus est un usurpateur romain de la série des trente Tyrans dont la biographie donnée par l'Histoire Auguste est hautement fantaisiste et l'existence même est douteuse.

## Biographie
L'Histoire Auguste situe Censorinus sous Claude II (268-270). Elle lui prête un cursus honorum soi-disant gravé sur son tombeau près de Bologne, dont l'accumulation de titres (trois fois préfet de la Ville, deux fois préfet du prétoire, quatre fois de rang édilicien, etc.) est selon André Chastagnol historiquement invraisemblable et suffisante pour montrer le caractère fictif du personnage.
D'après l'Histoire Auguste, il vivait comme sénateur retiré sur ses terres, lorsque les soldats l'élevèrent malgré lui à la pourpre. Ceux-ci le tuèrent sept jours après à cause de sa rigueur extrême et de la discipline qu'il imposait.
Le numismate Henry Cohen n'a trouvé aucune monnaie à son nom, ce qui est un indice supplémentaire de son inexistence.